# Federico Dimarco
Federico Dimarco (* 10. November 1997 in Mailand) ist ein italienischer Fußballspieler. Der Außenverteidiger steht bei Inter Mailand unter Vertrag und ist Nationalspieler.

## Karriere
Federico Dimarco spielte während der Jugendzeit in seiner Heimatstadt bei Inter Mailand. In der Saison 2014/15 wurde er in den Profikader berufen und gab am 38. Spieltag gegen den FC Empoli sein Debüt, als er in der 89. Spielminute für Rodrigo Palacio eingewechselt wurde. Die neue Saison 2015/16 startete er mit der zweiten Mannschaft von Inter Mailand und wurde zur Rückrunde an den Ascoli Picchio FC 1898 ausgeliehen, wo er zu insgesamt 15 Einsätzen kam. In der Saison 2016/17 wurde er an den FC Empoli ausgeliehen und kam dabei zu 12 Einsätzen. Die Saison beendete man auf dem 18. Tabellenplatz, was den Abstieg in die Serie B bedeutete.
Zur Saison 2017/18 wurde Dimarco vom Schweizer Super-Ligisten FC Sion verpflichtet, der an Inter Mailand eine Ablösesumme von vier Millionen Euro zahlte. Er unterzeichnete einen Vertrag über vier Jahre. Bereits nach der ersten Saison bei den Sittenern wurde Dimarco für eine Ablöse von sieben Millionen Euro an seinen Stammverein Inter Mailand zurücktransferiert.

### Nationalmannschaft
Dimarco lief für diverse Juniorennationalmannschaften Italiens auf. Er spielte in der U-20-Mannschaft, wo er im September 2016 beim 1:0-Sieg gegen Deutschland sein Debüt gab.
Am 4. Juni 2022 gab Dimarco mit 24 Jahren sein Debüt in der A-Nationalmannschaft gegen die deutsche Fußballnationalmannschaft, in dem er in der 80. Minute für Cristiano Biraghi eingewechselt wurde. Am 26. September 2022 erzielte er sein erstes Länderspieltor beim 0:2-Sieg im UEFA Nations League gegen Ungarn.

## Erfolge
Inter Mailand Primavera
- Coppa Italia Primavera: 2016
- Torneo di Viareggio: 2015

Inter Mailand
- Italienischer Meister: 2023/24
- Italienischer Pokalsieger: 2022/23
- Italienischer Supercupsieger: 2021

Nationalmannschaft
- Finalist an der U-17-Europameisterschaft 2013
- Finalist an der U-19-Europameisterschaft 2016
- Dritter an der U-20-Weltmeisterschaft 2017

Auszeichnungen
- Team des Jahres der Serie A: 2024